# نهر كينبيك
نهر كينبيك نهر داخل ولاية مين الأمريكية. يرتفع في بحيرة موسهيد في غرب وسط ولاية مين. تنضم منافذ الشرق والغرب إلى البركة الهندية ويتدفق النهر جنوبًا. بني سد محطة هاريس وهو أكبر سد لتوليد الطاقة الكهرومائية في الولاية بالقرب من هذا الملتقى. ينضم النهر في فوركس من خلال رافده النهر الميت ويسمى أيضًا الفرع الغربي.
وتستمر جنوبًا بعد مدن ماديسون وسكوهيغان وواترفيل وعاصمة الولاية أوغوستا. في ريتشموند يتدفق إلى خليج ميريميتينغ وهو خليج المد والجزر في المياه العذبة والذي يصب فيه أيضًا نهر أندروسكوجين وخمسة أنهار أصغر.